# Alsópalojta
Alsópalojta (szlovákul Dolné Plachtince) község Szlovákiában, a Besztercebányai kerület Nagykürtösi járásában.

## Fekvése
Nagykürtöstől 3 km-re nyugatra található.

## Története
A község területén a bronzkorban a pilinyi kultúra települése állt, melynek hamvasztásos urnasírjait is megtalálták.
1243-ban Palatha néven említik először. 1245-től a sági prépostság birtoka. 1275-ben vámszedési jogot, majd mint mezőváros vásártartási jogot kapott. 1332-ben a pápai tizedjegyzék már említi Szent Márton tiszteletére szentelt templomát is. A középkorban Palothának és Prépostpalojtájának is nevezték.
Palojta egykori várát csak 1306-ban említik, amikor Csák Máté elfoglalta a Zólyomiaktól, valószínűleg ekkor pusztult el. Felszíni nyoma nem maradt.
Palojta később három önálló falu lett, melyekből a legdélebbi település Alsópalojta. Első írásos említése 1337-ben "Palatha Inferior" néven történt. Birtokosai a Dacsó, majd a Luka és Simonfi családok voltak. 1715-ben malma és 76 háztartása létezett. 1720-ban 80 háztartással bírt. 1776-tól a rozsnyói káptalan birtoka. 1828-ban 129 háza és 786 lakosa volt.
Vályi András szerint "Alsó, Felső és Középső Palojta. Három tót faluk Hont Vármegyében, Alsónak földes Ura a’ Rozsnyói Káptalanbéli Uraság, Felsőnek, és a’ Középsőnek pedig több Uraságok, mellyek Alsó Palojtának filiájik, Középsőnek Ispotállya is van; lakosaik katolikusok, és evangelikusok, határbéli földgyeik közép termékenységűek, mivel valamennyire hegyesek. Alsó Palojtának fája nints, más egyéb javaik is lévén, második osztálybéliek."
Fényes Elek szerint "Palojta (Alsó), Dolne Plachtincze, tót falu, Honth vármegyében, Nógrád vmegye szélén: 774 kath., 5 evang. lak. Kath. paroch. templom. Földje javitást kiván. Bort és gyümölcsöt termeszt. Savanyuviz forrás. F. u. a rosnyói káptalan. Ut. p. Balassa-Gyarmat." 
A trianoni békeszerződésig Hont vármegye Ipolynyéki járásához tartozott.
Mezőgazdasági jellegét később is megőrizte. 1930-ban egy nagy tűzvészben a falu fele leégett. A szlovák nemzeti felkelés idején partizánok tevékenykedtek környékén.

## Népessége
| Év:            | 1994. | 2004.   | 2014.   | 2024.   |
| -------------- | ----- | ------- | ------- | ------- |
| Emberek száma: | 562   | 599     | 633     | 596     |
| Eltérés:       |       | +6,58 % | +5,67 % | -5,84 % |

| Év:            | 2023. | 2024.   |
| -------------- | ----- | ------- |
| Emberek száma: | 600   | 596     |
| Eltérés:       |       | -0,66 % |

1910-ben 618, túlnyomórészt szlovák anyanyelvű lakosa volt.
2001-ben 600 lakosából 560 szlovák volt.
2011-ben 609 lakosából 537 szlovák volt.
2021-ben 603 lakosából 525 (+5) szlovák, 7 (+3) magyar (1,16%), 7 (+4) cigány, 2 német, 1 ukrán és 61 ismeretlen nemzetiségű volt.